# Lecanora carpinea
Lecanora carpinea  ist eine rindenbewohnende Flechtenart aus der Familie der Lecanoraceae.

## Beschreibung
Lecanora carpinea ist eine Krustenflechte, das heißt ihr Lager (Thallus) liegt eng auf der Unterlage auf. Das Lager ist grauweiß bis weiß gefärbt. Die Fruchtkörper (Apothecien) erreichen 0,5 bis 1,5 mm Durchmesser. Deren Scheiben sind hellbräunlich und weiß bereift. Ihr Rand besitzt die gleiche Farbe wie das Lager. Da sie vielfach eng gedrängt stehen, erscheinen sie durch gegenseitigen Druck oft kantig abgegrenzt.

## Verbreitung
Die in Mitteleuropa bis zur Waldgrenze verbreitete Lecanora carpinea wächst epiphytisch auf der Rinde von Bäumen, insbesondere an Arten mit glatter oder flachrissiger Rinde (etwa Obstbäumen, Ahornen oder Eschen). Die Art toleriert auch stärkere Belastung durch Luftschadstoffe.